# El Huizache, Jerécuaro
El Huizache är en ort i Mexiko.   Den ligger i kommunen Jerécuaro och delstaten Guanajuato, i den centrala delen av landet, 190 km nordväst om huvudstaden Mexico City. El Huizache ligger 2 265 meter över havet och antalet invånare är 239.
Terrängen runt El Huizache är huvudsakligen kuperad, men österut är den platt. El Huizache ligger uppe på en höjd som går i nord-sydlig riktning. Runt El Huizache är det ganska tätbefolkat, med 70 invånare per kvadratkilometer. Närmaste större samhälle är Apaseo el Alto, 13,8 km norr om El Huizache. I omgivningarna runt El Huizache växer huvudsakligen savannskog.